# Rockism
Rockism är en term som avser vad som uppfattas som förutfattade meningar hos vissa musikkritiker.
Grunden i rockism är att vissa former av populärmusik, och vissa artister, är mer autentiska än andra.
Termen rockism myntades av den brittiske post-punk-musikern Pete Wylie 1981 i kampanjen Race Against Rockism.
Den amerikanska musikkritikern Kelefa Sanneh skrev i artikeln "The Rap Against Rockism" att rockism innebär att idolisera gamla legender men håna den senaste popstjärnan, att lovprisa punk men knappt tolerera disco, älska konserten men hata musikvideon samt att lovprisa en morrande sångare men hata den som mimar.
Rockism kan numera definieras och tolkas på många sätt. Journalisten Billy Rimgard har beskrivit hur han beskylldes för att vara "rock" när han haft åsikter om Aphex Twin-influenser på den svenska sajten Twisterella i början av 2000-talet.